# Innsbrook
Innsbrook – wieś w Stanach Zjednoczonych, w stanie Missouri, w hrabstwie Warren.